# Liisa Salmiová
Lyyli Anna-Liisa Salmiová (1. října 1914 Tampere – neznámé datum úmrtí?), provdaná Mattilaová, byla finská rychlobruslařka.
Od roku 1933 startovala na finských šampionátech, celkem pětkrát se umístila na stupních vítězů. V letech 1933 a 1935 byla třetí a v letech 1934, 1937 a 1939 skončila druhá. V roce 1936 se zúčastnila premiérového ročníku ženského Mistrovství světa, kde se umístila na dvanácté příčce. Největšího úspěchu dosáhla na MS 1939, kde vybojovala stříbrnou medaili. Právě v tomto roce ukončila aktivní sportovní kariéru.